# Matthias Jacob
Pour les articles homonymes, voir Jacob.
Matthias Jacob, né le 2 avril 1960 à Tambach-Dietharz, est un biathlète est-allemand. 

## Biographie
En 1980, il fait ses débuts avec l'équipe nationale après deux médailles aux Championnats du monde junior. Il finit sur le podium pour sa première course de Coupe du monde, l'individuel de Ruhpolding. Deux ans plus tard, il effectue sa meilleure saison dans la compétition, gagnant deux sprints à Ruhpolding et Lahti, pour se placer deuxième du classement général. Il remporte aussi deux victoires en sprint à Oberhof et Boden en 1985-1986 (3e du classement général) et Lillehammer en 1986-1987. Il est médaillé de bronze olympique du sprint en 1984. Triple champion du monde de relais en 1981, 1982 et 1987, il est aussi vice-champion du monde de sprint en 1987, derrière Frank-Peter Rötsch et devant André Sehmisch, ses compatriotes. Il compte trois autres médailles d'argent en relais en 1983, 1985 et 1986. Il dispute son ultime compétition internationale aux Jeux olympiques d'hiver de 1988, sans remporter de médaille.
En Allemagne de l'Est, il gagne quatre titres nationaux en individuel.
Sa femme Carola Anding est une fondeuse championne olympique, avec qui il gère un cabinet de kinésithérapie.

## Palmarès

### Jeux olympiques d'hiver
| Épreuve / Édition | Individuel | Sprint                              | Relais |
| ----------------- | ---------- | ----------------------------------- | ------ |
| JO 1984 Sarajevo  | -          | Médaille de bronze, Jeux olympiques | 4e     |
| JO 1988 Calgary   | 9e         | -                                   | 5e     |

### Championnats du monde
| Épreuve    | 1981 à Lahti                  | 1982 à Minsk                  | 1983 à Antholz                    | 1985 à Ruhpolding                 | 1986 à Oslo                       | 1987 à Lake Placid                |
| ---------- | ----------------------------- | ----------------------------- | --------------------------------- | --------------------------------- | --------------------------------- | --------------------------------- |
| Individuel | 7e                            | 4e                            | 8e                                | 20e                               | 4e                                | 24e                               |
| Sprint     | 5e                            | 17e                           | 32e                               | 7e                                | 7e                                | Médaille d'argent, Coupe du Monde |
| Relais     | Médaille d'or, Coupe du Monde | Médaille d'or, Coupe du Monde | Médaille d'argent, Coupe du Monde | Médaille d'argent, Coupe du Monde | Médaille d'argent, Coupe du Monde | Médaille d'or, Coupe du Monde     |

### Coupe du monde
- Meilleur classement général : 2e en 1982.
- 14 podiums individuels : 5 victoires, 4 deuxièmes places et 5 troisièmes places.
- 11 victoires en relais.

#### Liste des victoires
5 victoires (4 en sprint et 1 à l'individuel)
| Saison                | Date            | Lieu        | Discipline       |
| --------------------- | --------------- | ----------- | ---------------- |
| 1981–1982 2 victoires | 30 janvier 1982 | Ruhpolding  | 10 km sprint     |
| 1981–1982 2 victoires | 6 mars 1982     | Lahti       | 10 km sprint     |
| 1985–1986 2 victoires | 1 February 1986 | Oberhof     | 10 km sprint     |
| 1985–1986 2 victoires | 15 mars 1986    | Boden       | 10 km sprint     |
| 1986–1987 1 victoire  | 12 mars 1987    | Lillehammer | 20 km individuel |

### Championnats du monde junior
- Médaille d'argent du sprint et de l'individuel en 1980.